# Lobogonodes
Lobogonodes là một chi bướm đêm thuộc họ Geometridae.

## Các loài
- Lobogonodes complicata (Butler, 1879)
- Lobogonodes erectaria (Leech, 1897)
- Lobogonodes multistriata (Butler, 1889)
- Lobogonodes permarmorata (Bastelberger, 1909)
- Lobogonodes porphyriata (Moore, 1888)
- Lobogonodes taiwana (Wileman & South, 1917)